# Gabriele Jakob

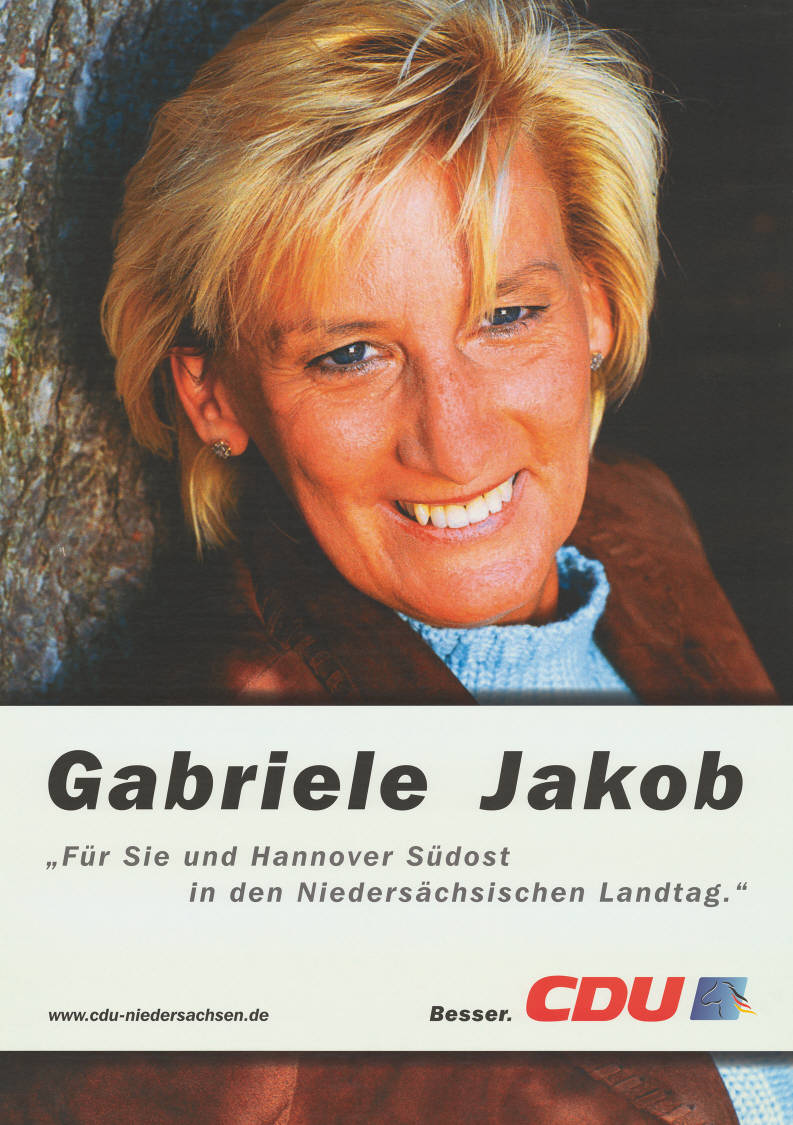
Gabriele Jakob auf einem Landtagswahlplakat 2003

Gabriele Jakob (* 4. Oktober 1953 in Hannover) ist eine deutsche Politikerin. Von 2003 bis 2008 war sie Mitglied des Niedersächsischen Landtags. Sie ist verheiratet und hat drei Kinder.

## Leben
Nach dem Besuch der Volksschule machte Jakob eine Lehre als Verkäuferin. Bis zu ihrer Wahl in den Landtag war sie in diesem Beruf tätig.

## Politik
Seit 1976 ist Jakob Mitglied der CDU. Sie war Vorsitzende der Frauen Union Hannover-Stadt und stellvertretende Vorsitzende der Frauen Union des Bezirksverbandes Hannover. Darüber hinaus gehörte sie viele Jahre dem Vorstand des CDU-Kreisverbandes Hannover-Stadt an und war hier u. a. auch stellvertretende Vorsitzende. Seit 1987 (mit einer Unterbrechung von 2006 bis 2008) ist Jakob Mitglied im Stadtbezirksrates Döhren-Wülfel. Hier ist sie seit 2008 Vorsitzende der CDU-Fraktion. Von 1996 bis 2011 war sie Ratsfrau im Stadtrat von Hannover und auch stellvertretende Vorsitzende der dortigen CDU-Fraktion. Im Niedersächsischen Landtag war sie von 2003 bis 2008 vertreten.

## Sonstige Ämter
Jakob ist Mitglied im Frauen- und Kinderschutzhaus Hannover und Mitglied des Aufsichtsrates Gesellschaft für Bauen und Wohnen Hannover mbH (GBH).